# Miguel Alvaro Osório de Almeida
Miguel Álvaro Osório de Almeida (* 9. Oktober 1916 in Rio de Janeiro; † 1999) war ein brasilianischer Diplomat.

## Leben
Miguel Álvaro Osório de Almeida war der Sohn von Julia Osório de Almeida Botelho und Álvaro Osório de Almeida. Von 1936 bis 1942 studierte er Rechtswissenschaft und trat in den auswärtigen Dienst. 1942 wurde er von Morris Llewellyn Cooke zur Kriegsmobilisierung der brasilianischen Wirtschaft rekrutiert.
Von 1944 bis 1945 wurde er in Buenos Aires beschäftigt, wo er 1945 als Vizekonsul besoldet wurde. 1946 wurde er Mitglied der brasilianischen Delegation beim UN-Hauptquartier. Ab 1948 war er administrativer Leiter der brasilianischen UN-Mission. Er schloss 1951 ein Master Studium der Wirtschaftswissenschaften an der Columbia University ab und wurde Bürovorsteher von Außenminister João Neves da Fontoura. Er war 1951 Mitglied der vierten CEPAL-Konferenz in Mexiko-Stadt. Er nahm an der siebten UNESCO-Konferenz in Paris teil. 1953 nahm er als Leiter der Abteilung Geld- und Fiskalpolitik des Außenministeriums an der GATT-Konferenz in Genf teil und wurde zum Gesandtschaftssekretär erster Klasse befördert. Von 1954 bis 1956 wurde er in London beschäftigt und nahm bis 1957 an den Sitzungen der Generalversammlung der Vereinten Nationen teil. Auch an der Generalversammlung, in welcher die Gründung der Internationalen Atomenergie-Organisation beschlossen wurde, nahm er teil.
1957 wurde er stellvertretender Konsul in New York City anschließend wurde er bis 1958 in Washington, D.C. beschäftigt. Im Juni 1958 rief Juscelino Kubitschek zur Operation Pan American, einen Marshallplan für die, durch den Ausbruch des Friedens geschädigten amerikanischen Nationen auf, ein Unterfangen das in Organisation Amerikanischer Staaten seinen organisatorischen Rahmen fand. Ab 1959 war Miguel Álvaro Osório de Almeida technischer Koordinator, des im Februar 1956 gegründeten Conselho do Desenvolvimento (Planungsrat) in Brasilien.
1959 wurde er zur Banco Nacional de Desenvolvimento Econômico (BNDE) abgestellt, wo er mit der wirtschaftliche Expertise der Harvard University im Einvernehmen mit dem US-Botschafter Lincoln Gordon, arbeitete. Er nahm an der Konferenzen des Wirtschafts- und Sozialrat der Vereinten Nationen in New York City und Wirtschaftskommission für Lateinamerika und die Karibik in Santiago de Chile teil. Von 14. Februar bis 14. März 1964 war er Geschäftsträger in Moskau. Am 31. März 1964 fand die Operação Brother Sam statt. 1965 war er Generalkonsul in Montreal. Von 1967 bis 1969 war er Generalkonsul in Hongkong. Von 1970 bis 1973 war er Assistent von Außenminister Mário Gibson Alves Barboza. Von 1975 bis 1977 war er Botschafter in Canberra. Von 1978 bis 1981 beriet er Ramiro Saraiva Guerreiro in wissenschaftlich-technischen Fragen. Von 1982 bis 1983 leitete er die Abteilung Wissenschaft und Forschung im Außenministerium und nahm in dieser Funktion an der elften Konferenz der deutsch-brasilianischen Wissenschaftskommission in München teil. 1986 wurde er in den Ruhestand versetzt.